# Tetraleurodes ghesquierei
Tetraleurodes ghesquierei là một loài côn trùng cánh nửa trong họ Aleyrodidae, phân họ Aleyrodinae.
Tetraleurodes ghesquierei được Dozier miêu tả khoa học đầu tiên năm 1934.